# Division 2 1935-1936
La Division 2 1935-1936 è stata la terza edizione della Division 2, la seconda serie del campionato francese di calcio. Composta da 19 squadre è stata vinta dal Rouen.
Il capocannoniere è stato Jean Nicolas del Rouen con 45 gol.

## Classifica finale
| Pos. | Squadra             | G  | Punti | GF  | GS  | V  | N  | P  |            |
| ---- | ------------------- | -- | ----- | --- | --- | -- | -- | -- | ---------- |
| 1    | Rouen               | 34 | 54    | 119 | 33  | 25 | 4  | 5  | Promossa   |
| 2    | RC Roubaix          | 34 | 52    | 98  | 40  | 23 | 6  | 5  | Promossa   |
| 3    | Saint-Étienne       | 34 | 52    | 99  | 49  | 24 | 4  | 6  |            |
| 4    | Lens                | 34 | 44    | 72  | 43  | 17 | 10 | 7  |            |
| 5    | Amiens              | 34 | 40    | 73  | 61  | 18 | 4  | 12 |            |
| 6    | Caen                | 34 | 39    | 68  | 57  | 17 | 5  | 12 |            |
| 7    | Calais              | 34 | 38    | 75  | 55  | 14 | 10 | 10 |            |
| 8    | Montpellier         | 34 | 37    | 54  | 46  | 15 | 7  | 12 |            |
| 9    | Nice                | 34 | 34    | 53  | 39  | 14 | 6  | 14 |            |
| 10   | Stade Reims         | 34 | 33    | 62  | 74  | 15 | 3  | 16 |            |
| 11   | CA Paris            | 34 | 33    | 43  | 55  | 12 | 9  | 13 |            |
| 12   | FCO Charleville     | 34 | 29    | 55  | 59  | 11 | 7  | 16 |            |
| 13   | AS Troyes           | 34 | 27    | 66  | 69  | 11 | 5  | 18 |            |
| 14   | US Boulogne         | 34 | 27    | 57  | 86  | 12 | 3  | 19 |            |
| 15   | Olympique Dunkerque | 34 | 25    | 46  | 68  | 11 | 3  | 20 |            |
| 16   | Le Havre            | 34 | 22    | 47  | 86  | 8  | 6  | 20 |            |
| 17   | Villeurbanne        | 34 | 15    | 40  | 99  | 5  | 5  | 24 | Retrocessa |
| 18   | Nancy               | 34 | 11    | 33  | 122 | 3  | 5  | 26 |            |
| 19   | SC Nîmes            | 0  | 0     | 0   | 0   | 0  | 0  | 0  | Retrocessa |

G = Partite giocate; V = Vittorie; N = Nulle/Pareggi; P = Perse; GF = Goal fatti; GS = Goal subiti; 